# Lepidobrya violacea
Lepidobrya violacea är en urinsektsart som beskrevs av John Tenison Salmon 1949. Lepidobrya violacea ingår i släktet Lepidobrya och familjen brokhoppstjärtar. Inga underarter finns listade i Catalogue of Life.